# Bubaque (sector)
Bubaque é uma cidade e sector da região administrativa de Bolama na Guiné-Bissau. Localiza-se na ilha de Bubaque.
Segundo o censo demográfico de 2009 o sector possuía uma população de 11 204 habitantes, sendo que 4 299 habitantes somente na zona urbana da cidade de Bubaque, distribuídos numa área territorial de 1 013,3 km².
A cidade de Bubaque é um dos principais centros turísticos guinéu-bissauenses, sendo servida por porto e aeroporto, além de serviços de balsas que permite o acesso rodoviário ao resto da nação.

## História
O sector de Bubaque esteve sempre sob a alçada do mais poderoso dos reinos do arquipélago dos Bijagós, o reino de Canhabaque, com capital no vilarejo de Bine, na ilha vizinha de Canhabaque-Roxa.
A primeira vez em que um europeu esteve na ilha foi durante a visita de Vasco da Gama às Bijagós em 1498, sem contudo estabelecer povoamento ou relações comerciais.
Os europeus mantiveram fraca presença na região até 1847, quando os britânicos atacam os vilarejos-tabancas do reino de Canhabaque, inclusive os de Bubaque, forçando o rei António a assinar um documento pelo qual os portugueses ficariam impedidos de negociar no arquipélago dos Bijagós. Em 1853 Bubaque e todas as ilhas do reino de Canhabaque são ocupadas militarmente pelos britânicos, anexando-as à colónia da Gâmbia. A anexação foi perene e, no mesmo ano, as ilhas estão livres novamente. Porém, até o fim da Guiné Britânica (1870), as ilhas estiveram sob influência desta colónia.
O reino permaneceria em paz até 1889, quando Portugal começa a cobiçar as ilhas, promovendo bombardeamentos navais, sem ocupação; em 1900, novamente as ilhas são bombardeadas por canhoneiras, igualmente sem sucesso.
Porém em 1917 houve uma tentativa de invasão para ocupação das ilhas, tomando-se Bubaque porém sendo malfadada justamente na ilha principal, Canhabaque, forçando a retirada lusitana. Os portugueses encontraram resistência armada tenaz dos habitantes bijagós na capital, Bine.
Em 1925 uma enorme expedição militar de lusitanos e nativos é enviada ao território do reino, não conseguindo novamente tomar as ilhas. O objetivo era forçar os habitantes ao pagamento do imposto de palhota.
Somente em 1935 é que o reino e suas ilhas são finalmente subjugados e anexados a Guiné Portuguesa, com os portugueses preferindo construir o posto militar e administrativo em Bubaque, temendo revoltas dos bijagós de Canhabaque. Embora tal precaução, a derrota do reino nativo foi tamanha que o mesmo jamais se reergueu.

## Geografia
Bubaque é uma cidade e sector insular que tem como principal e mais povoada ilha a de Bubaque, localizada no arquipélago dos Bijagós; enquanto que Bolama é a capital regional política, dada a sua localização, é Bubaque que responde pela centralização mais geográfica do arquipélago e da região.

### Ilhas do sector
O sector de Bubaque compõe-se das seguintes ilhas:
| Ilhas                   | km²        | Hab. (2009) |
| ----------------------- | ---------- | ----------- |
| Ilha Bubaque            |            | 6.427       |
| Ilha de Canhabaque/Roxa |            | 2.478       |
| Ilha de Soga            |            | 842         |
| Ilha de Orangozinho     |            | 706         |
| Ilha de Ganogo          |            | 458         |
| Ilha de Rubane          |            | 165         |
| Ilha de Menegue         |            | 122         |
| Ilha de João Vieira     |            | 6           |
| Total                   | a) 1.013,3 | 11.204      |

a) Superficie do Sector ,antes da criação do Setor de Uno.

## Infraestrutura

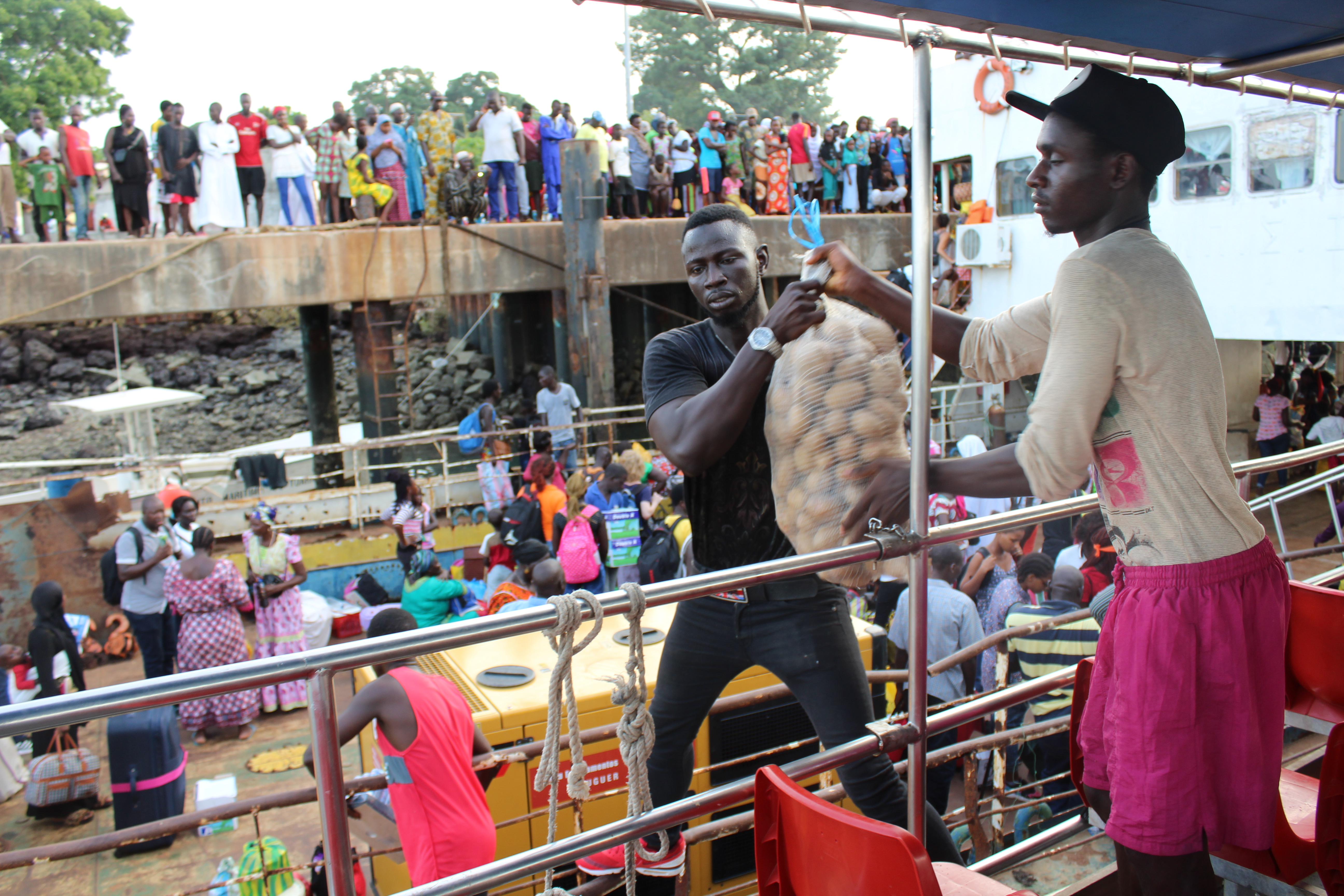
Embarque e desembarque de passageiros pelo Porto de Bubaque, em 2017.

### Transportes
A cidade dispõe de um porto de calado mediano com uma ponte-cais e é ligada por balsa a Bissau e a Bolama. A ligação com Bissau por barco demora cerca de 4 horas.
Bubaque possui um dos três aeroportos em funcionamento da nação (os demais são os de Gabu e Bissau), o Aeródromo de Bubaque, recebendo voos esporádicos somente de Bissau.
A cidade de Bubaque é conectada por rodovia à praia do Bruce pela Estrada Local nº 38 (L38). Esta é a principal e mais relevante rodovia do sector.

### Comunicações
Entre as operadoras de rádio, há transmissões da Rádio Djan-Djan e da Radio Comunitária dos Bijagós. Os serviços postais, de encomendas e de cargas da cidade e do sector são geridos pelos Correios da Guiné-Bissau.

### Educação
A cidade possui um campus-polo da Escola Normal Superior Tchico Té (ENSTT). A ENSTT oferta basicamente licenciaturas.

## Cultura e lazer
A cidade dispõe de muitos atrativos naturais e edificados, mas com destaque para as obras arquitetónicas da era colonial, tais como:
- Mercado de Bubaque;
- Caso do Administrador de Bubaque;
- Museu de Bubaque.